# Jean Bichelonne
Jean Bichelonne, né le 24 décembre 1904 à Bordeaux et mort le 22 décembre 1944 à la clinique SS de Hohenlychen en Brandebourg, est un haut fonctionnaire et homme politique français. Ministre du gouvernement de Vichy de 1942 à 1944, Jean Bichelonne a été un partisan de la collaboration avec l'Allemagne nazie.

## Biographie

### Jeunesse et études
Fils d'un médecin militaire bordelais, Henri Célestin Bernard Bichelonne, et d'Adriene Czernicki, Jean Bichelonne suit ses études au lycée Henri-IV à partir de 1916. En 1923, il intègre l'École polytechnique. Il suit la formation du corps des Mines
à l'École des mines de Paris.
Il épouse, en 1934, Raymonde Dondelinger, fille de l'administrateur-délégué des aciéries de Senelle-Maubeuge.

### Parcours professionnel
Ingénieur du Corps des mines, il est affecté au service des mines de Lorraine. Il est ensuite nommé directeur général des aciéries de Senelle-Maubeuge et est professeur de sidérurgie à l'École des mines de Paris entre 1935 et 1937.
Adjoint au directeur général des chemins de fer en 1937, il y suscite l'admiration par la rapidité avec laquelle il mène la nationalisation des chemins de fer.
Début 1939, il est directeur du contrôle des chemins de fer au ministère des Travaux publics.
Il est alors un brillant haut fonctionnaire qui passait pour « la tête la mieux faite de son époque ».
Il dirige le cabinet du Ministre de l’Armement Raoul Dautry du 13 septembre 1939 au 16 juin 1940, pendant le gouvernement Paul Reynaud.
Après la débâcle et quelques heures avant l'installation de Philippe Pétain comme président du Conseil, il signe l'ordre de mission gouvernemental du 16 juin 1940 qui enjoint à Hans von Halban et Lew Kowarski de gagner la Grande-Bretagne avec le stock d'eau lourde français, alors en cours d'acheminement de Paris à Bordeaux afin d'y poursuivre les recherches. Selon l'historien Dominique Mongin, « cet ordre de mission est fondamental : il rend légitime la poursuite des travaux français en territoire allié, il confirme la première coopération nucléaire internationale de l'histoire et il marque a posteriori l'un des tout premiers actes de Résistance de l'administration française ».
Membre de la délégation française de la Commission allemande d'armistice fin juin 1940, il est arrêté par les Allemands fin août 1940, pour avoir refusé l'envoi de matériel en Allemagne, puis libéré après quelques jours sur intervention du général Huntziger, chef de la délégation française.

### Ministre de Vichy
Sous le gouvernement de Vichy, il est représentatif des jeunes et brillants technocrates dirigistes obsédés par la modernisation du pays, parfois accusés de fomenter le complot mythique de la « synarchie ».
Il devient un des deux secrétaires généraux au Ministère de la Production industrielle et des communications dans le gouvernement de Pierre Laval en 1940.
En 1942, alors qu'il était Secrétaire général du Commerce et de l'Industrie dans le ministère de la Production Industrielle, il est nommé, le 18 avril, Secrétaire d'État à la Production Industrielle, avec rang de ministre à partir de novembre. C'est à ce titre qu'il joue un rôle clé dans la collaboration industrielle avec le IIIe Reich, et reste étroitement associé à la mise en œuvre du Service du travail obligatoire (STO) qui, en à peine un an, envoya de force 640 000:255 jeunes Français travailler en Allemagne, notamment dans l'industrie de guerre de l'occupant.
Ministre, il est invité à donner une conférence à l'École libre des sciences politiques en janvier 1942, où il défend une position favorable à l'économie dirigée.
En 1943, il s'entendit ensuite avec Albert Speer pour localiser en France même la production industrielle destinée au Reich et intégrer ainsi l'économie française dans une vaste aire européenne sous domination nazie. Les accords signés, le 17 septembre à Berlin, créent une nouvelle catégorie d'entreprises « S » (S Betrieb), dont la main-d'œuvre (au total 13 000 personnes) sera protégée contre tout transfert en Allemagne et qui seront prioritaires pour les livraisons de matières premières. En contrepartie, ces entreprises travaillent pour le Reich à raison de 80 % de leur appareil productif. Il s'agit de grandes entreprises - à la fois plus rentables, mieux équipées et plus stables socialement - et présentant un certain intérêt pour l'occupant. Les entreprises qui seront classées dans cette catégorie seront la totalité des mines, des centrales thermiques, des cimenteries, des usines de production de gaz, une grande partie des sociétés de transport, des usines chimiques, ainsi que les établissements mécaniques et métallurgiques. Pour les Français, ces accords permettent de maintenir en France une grande partie de la main-d'œuvre destinée initialement à partir en Allemagne. Pour les Allemands, ces accords leur permettent de disposer de la main-d'œuvre spécialisée dont ils ont besoin.

Speer, qui devait être condamné à 20 ans de prison à Nuremberg, entretenait avec lui une certaine complicité. Dans son témoignage d’après-guerre, qui tout en dénonçant les crimes d’Hitler donnait une vision arrangée de son propre rôle, il dit : 

« Je reçus Bichelonne le 17 septembre 1943 ; rapidement des rapports enrichissants sur le plan personnel s'établirent entre nous. Tous deux, nous étions jeunes, nous croyions avoir l'avenir devant nous et nous nous promettions d'éviter dans le futur les erreurs commises par la génération actuellement au pouvoir en cette période de guerre mondiale. (…) Bichelonne et moi, nous nous abandonnâmes ces jours-là à nos vues utopiques — ce qui montre combien nous nous complaisions dans un monde d'illusions et de chimères. »

Grâce à leurs bons rapports, Bichelonne obtient l'accélération des paiements à la SNCF des factures de transports des troupes allemandes et des déportés.
Enfin, en novembre 1943, il exerce l'intérim du ministère du Travail en remplacement d'Hubert Lagardelle, alors que Laval instaure le STO. Il choisit comme chef de cabinet l'ingénieur en chef des Ponts Pierre Cosmi, qui est alors correspondant permanent de la Résistance dans les sphères gouvernementales à Paris. Il dénonce devant les autorités d'occupation les irrégularités des « bureaux d'achat » allemands, qui servent aux SS à acheter des matières premières et des machines au marché noir. Il obtient la fermeture de la plupart de ces officines. Il était également chargé des transports et des communications. Il sera remplacé par Marcel Déat, sous la pression des Allemands, le 16 mars 1944.
Après le Débarquement, il signe la pétition des ultra-collaborationnistes critiquant la passivité de Pétain qui « trahit les intérêts allemands ». La pétition envoyée à Otto Abetz réclame une entrée claire du gouvernement de Vichy dans le conflit au côté de l’Allemagne:76. Bichelonne, fidèle à sa légende de naïveté politique, déclare avoir signé ce texte comme on signe « une de ces attestations donnée à l'inventeur d'un nouveau produit pharmaceutique » :130.
Sa politique fut un échec complet. Les comités d'organisation n’organisaient que la pénurie, les marchés déréglés entravaient toute rationalisation industrielle, l’économie anémiée était largement ponctionnée par l’Allemagne.

### Fin de la guerre et mort
Arrêté par les Allemands le 17 août 1944, en même temps que les autres membres du gouvernement se trouvant à Paris, à l'issue de l'ultime conseil des ministres du gouvernement de Vichy, il est emmené avec les autres membres du gouvernement et des fonctionnaires à Belfort puis Sigmaringen, dans le Bade-Würtemberg (sud-ouest de l'Allemagne). Inquiet d'être sans nouvelle de sa femme restée en France, déprimé, il souffre de douleurs lancinantes au genou, à la suite d'une triple fracture due à un accident de voiture datant de début avril 1944 et qui lui a laissé une claudication marquée. Sur les conseils de Speer, il se décide à se faire opérer et est transféré à l'hôpital SS de Hohenlychen, pour y être opéré par le docteur Karl Gebhardt, chirurgien très réputé et médecin personnel de Himmler. Le 24 octobre 1944, il rédige, à Sigmaringen, un testament destiné à sa famille et qui commence par les mots : « Partant pour Hohenlychen où je dois subir un traitement pour remettre en place ma jambe droite fracturée, conscient qu'il peut se faire qu'un accident se produise au cours de ce traitement, je précise ci-dessous »… Suivent des recommandations concernant la prise en charge de la fille de son frère Louis mort, son cousin germain très proche de lui et sa propre femme. Il meurt à deux jours de son quarantième anniversaire, d'une embolie pulmonaire, selon les médecins allemands,.
Il était titulaire de l'ordre de la Francisque.